# Danzig Sergejewitsch Baldajew
Danzig Sergejewitsch Baldajew (russisch Данциг Сергеевич Балдаев, auch als Dancik Sergejewitsch Baldajew transkribiert; * 19. Dezember 1925 in Werchneudinsk; † 23. Januar 2005 in St. Petersburg) war ein russischer Miliz-Offizier und Autor mehrerer kriminalwissenschaftlicher Bücher. Sein Spezialgebiet war die Erforschung und Entschlüsselung russischer Gefängnistätowierungen.

## Leben
Baldajew, Sohn eines Sprachwissenschaftlers aus Burjatien, wuchs ab 1930 in Moskau auf. Seine Mutter starb 1935, sein Vater wurde 1938 verhaftet und deportiert. Baldajew kam für zwei Jahre in ein Waisenhaus für Kinder von „Volksfeinden“ nahe Tulun in Sibirien.
Im Januar 1943 wurde er zur Roten Armee eingezogen und diente an der Grenze zur Mandschurei. Nach Kriegsende und Demobilisierung zog er 1948 mit seinem Vater nach Leningrad um und erhielt dort eine Anstellung beim Innenministerium der UdSSR, zunächst als Feuerwehrmann, ab 1951 als Wachmann im Kresty-Gefängnis. Ab 1957 besuchte er eine Milizschule im Kaukasus, die er mit Auszeichnung abschloss, und war anschließend bei der Leningrader Kriminalmiliz tätig, bis er 1981 im Rang eines Majors pensioniert wurde.
Baldajew beschäftigte sich fast ein halbes Jahrhundert mit der Entschlüsselung der Sprache und dem Symbolismus der Tätowierungen von Gefängnis- und Lagerinsassen und hielt seine Eindrücke von den Gefängnissen des GULag in zahlreichen Grafiken fest.

## Werk
In fast 50 Jahren trug Baldajew rund 3600 selbstgezeichnete Abbildungen der Tätowierungen von Insassen russischer Gefängnisse und Straflager zusammen, wovon viele entschlüsselt wurden. Die Tätowierungen lieferten Einblicke in die Lebensgeschichten, Ansichten, kriminellen Erfahrungen, Dauer der Inhaftierungen, Einstellungen gegenüber der Staatsmacht und Positionen in der kriminellen Hierarchie. Die Arbeiten Baldajews trugen zum Verständnis der Tätowiertradition der „Diebe im Gesetz“ bei.

## Auszeichnungen
Orden des Vaterländischen Krieges II. Klasse
Medaillen u. a.: 
 Tapferkeitsmedaille
 Medaille „Für Verdienste im Kampf“
 Medaille „Sieg über Deutschland“
 Medaille „Für den Sieg über Japan“

## Film
- Hans-Peter Böffgen und Andrzej Klamt: Der Zeichner des GULag, Langfassung 76 Min, Kurzfassung 32 Min. Erstaufführung 22. April 1994, Internationale Kurzfilmtage Oberhausen, Ausstrahlung der Kurzfassung 1994 im ZDF, Produktion Tonfilm Frankfurt und Halbtotal Filmproduktion